# گارد جمهوری
گارد جمهوری (عربی: الحرس الجمهوري العراقي) از نیروهای ارتش عراق از ۱۹۶۹ تا ۲۰۰۳، بیشتر در دوره ریاست جمهوری صدام حسین بود. بعدها تبدیل به سپاه گارد جمهوری و سپس فرماندهی نیروهای گارد جمهوری و تبدیل به دو سپاه شد. گارد جمهوری پس از تهاجم به عراق در سال ۲۰۰۳ از سوی ائتلاف بین‌المللی به رهبری ایالات متحده آمریکا منحل شد.
گارد جمهوری متشکل از سربازان نخبه ارتش عراق بود که مستقیماً تحت فرمان صدام حسین، برخلاف شبه نظامیان فدائیان صدام و نیروهای عادی نیروی زمینی عراق بودند. اعضای گارد عموماً ولی نه همگی از مردم عرب سنی بودند تا شیعه و کرد سنی.